# Brachycythere driveri
Brachycythere driveri är en kräftdjursart som beskrevs av LeRoy 1943. Brachycythere driveri ingår i släktet Brachycythere och familjen Brachycytheridae. Inga underarter finns listade.